# Ibrahim Koma
Ibrahim Koma (Parijs, 5 november 1987) is een Frans acteur.

## Levensloop
Koma werd in 1987 geboren in het 20e arrondissement van Parijs. Hij is van Malinese afkomst, via zijn familie Soninke en groeide op in Antony, in het departement Hauts-de-Seine. Zijn oudere broer Diouc Koma (geboren in 1980) werd ook acteur. Hij kreeg een acteeropleiding aan de Cours Viriot van Claude Viriot in Parijs. Hij bracht enige tijd door in Londen, waar hij Engels leerde en lessen volgde aan de Birkbeck, University of London.
Hij had zijn eerste afleveringsrol op tienjarige leeftijd in de televisieserie Inspector Navarro. In 2001 nam hij zijn eerste hoofdrol als Adama op zich in Fais-moi des vacances van Didier Bivel. Van 2002 tot 2008 belichaamde hij de rol van Zacharie in de serie St. Tropez. In 2012 vertolkte hij de rol van Djibril in La Cité Rose van Julien Abraham, waardoor hij bekend werd bij het grote publiek en hij op de shortlist stond voor de 39ste Césaruitreiking in de categorie beste jonge acteur.
In 2014 speelde hij voetballer Leslie Konda in Fabrice Éboué en Lionel Steketee's Le Crocodile de Botswanga. In 2016 belichaamde hij de rol van Ladji in Wùlu van Daouda Coulibaly en in 2017 nam hij de rol van Jean op zich in Wallay van Berni Goldblat. Ook in 2017 speelde hij als Lucas in de miniserie Maman a tort.
In 2021 speelde hij Promedi in de actiekomedie OSS 117 : Alerte rouge en Afrique noire, de slotfilm van het 74e filmfestival van Cannes. Voor zijn hoofdrol in het vluchtelingendrama Strahinja Banovic van Stefan Arsenijević werd hij eind augustus 2021 uitgeroepen tot beste acteur op het Internationaal filmfestival van Karlsbad. In de televisieserie Around the World in 80 Days uit 2021, gebaseerd op de roman De reis om de wereld in tachtig dagen van Jules Verne, speelt hij de rol van dienaar Jean Passepartout voor David Tennant als Phileas Fogg.

## Filmografie

### Film
- Mon père, ma mère, mes frères et mes soeurs (1999)
- Fais-moi des vacances (2002)
- Les filles, personne s'en méfie (2002)
- 3 zéros (2002)
- Beur blanc rouge (2006)
- La cité rose (2012)
- Gare du Nord (2013)
- Le crocodile du Botswanga (2014)
- Je suis daddy (2015)
- Wùlu (2016)
- Wallay (2017)
- Le Grand Bain (2018)
- La leçon de danse (2018)
- OSS 117 : Alerte rouge en Afrique noire (2021)
- Strahinja Banovic (2021)

### Televisie
- Décollage immédiat (miniserie, 1999)
- Chère Marianne (1 afl., 1999)
- Palazzo (televisiefilm, 1999)
- Police district (1 afl., 2000)
- Le crocodile (1 afl., 2000)
- Carnets d'ado (1 afl., 2002)
- Sous le soleil (57 afl., 2002-2008)
- Navarro (2 afl., 2004)
- K.ça (2004)
- Sois le meilleur (televisiefilm, 2006)
- Central nuit (2 afl., 2006-2009)
- Ben et Thomas (1 afl., 2008)
- Julie Lescaut (1 afl., 2009)
- Équipe médicale d'urgence (1 afl., 2009)
- Le juge est une femme (1 afl., 2012)
- Sous le soleil de Saint-Tropez (4 afl., 2013)
- Dos au mur (1 afl., 2014)
- Maman a tort (miniserie, 6 afl., 2018)
- États d'Urgence (televisiefilm, 2019)
- Around the World in 80 Days (8 afl., 2021)